# Détrempe
Pour l’article homonyme, voir détrempe (pâtisserie).
 (août 2012).

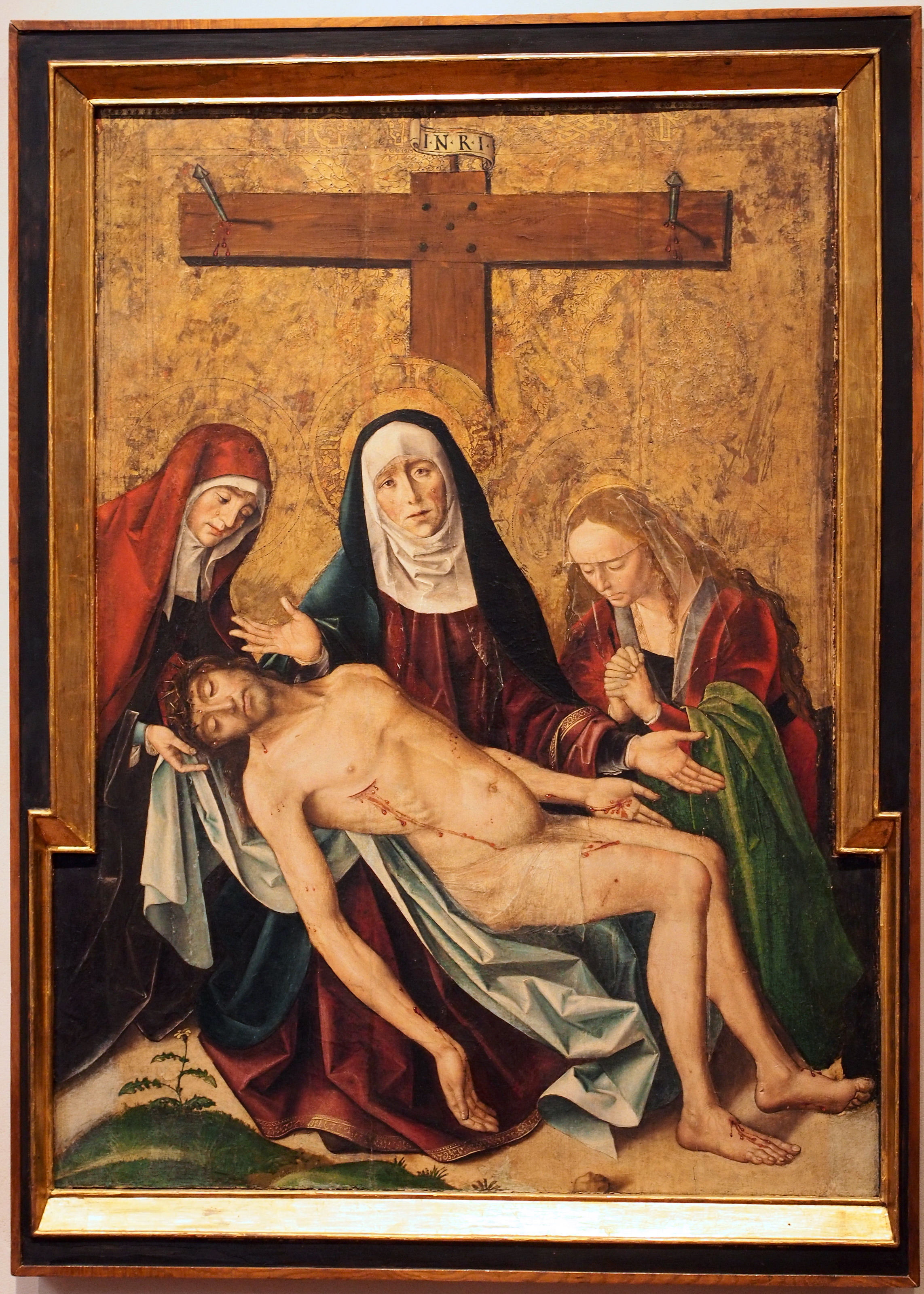
Pietà, de Pedro Berruguete, exécutée à la détrempe sur bois vers 1480 (Museo Nacional de Escultura de Valladolid)

La détrempe est une peinture dont les pigments sont liés par des colles restant solubles à l'eau après séchage. On la distingue de la tempera qui désigne les peintures à base d’œuf et de la peinture dite « à la colle » qui utilise pour liant des colles devenant insolubles après séchage (gélatine, caséine). Pour les détrempes liées à la gomme arabique, on parle plus spécifiquement d'aquarelle et de gouache.
La détrempe est par exemple la technique utilisée par les peintres néolithiques. Elle est la base de la peinture chinoise, de la fresque, de l'enluminure.
La détrempe représente en occident la technique dominante avant l’apparition de la peinture à l’huile, dont l'invention est attribuée à Jan van Eyck (1390-1441). Elle permet une grande finesse mais séchant rapidement, la détrempe ne permet pas le repentir et demande donc une préparation soigneuse. La technique consiste souvent à l’appliquer en couches très fines superposées, ou par hachures très fines, un peu à la manière dont on utilise les crayons de couleur. La détrempe, travaillée en monochrome, servait souvent de fond pour les peintures à l’huile.

## En Flandre
Au XVIe siècle, la Flandre se fait une spécialité de grandes peintures à la détrempe qui tendent à remplacer les coûteuses tapisseries. Ce sont des œuvres décoratives peintes sur toile et destinées, tout comme les tapisseries, à la décoration d’intérieurs bourgeois.
Des peintres comme Pierre Bruegel l'Ancien ou Jacob Jordaens pratiquèrent cet art, et parmi leurs émules, Matthieu et Jérôme Cock, Pierre Boon, Jan de Hollander, Jean Bol, Corneille van Dalen, Michel de Gast, Jean et Paul Vredeman de Vries, peintres de paysages et de perspectives urbaines relevant de l'école d'Anvers.
Le genre connut une très grande vogue et fut même industrialisé selon le système du « travail à la chaîne ». Les grands centres en furent Courtrai et surtout Malines, ville qui compta près de 150 ateliers pratiquant la peinture à la détrempe vers les années 1535-1540.
En raison de leur extrême fragilité, presque toutes ces peintures ont disparu au cours des siècles, de sorte que l'on ne peut plus guère citer que quelques œuvres relevant de cette industrie d'art spécifiquement flamande, notamment L'Adoration des mages (1556), Le Misanthrope (1568) et La Parabole des aveugles (1568) de Pierre Bruegel l'Ancien.

## Tüchlein
Composé d'une « fine toile de lin et de couleurs à l'eau », le tableau de Pierre Bruegel l'Ancien est l'un des rares exemples de peinture exécutée à la détrempe sur une fine toile de lin non préparée (Tüchlein), qui soient parvenus jusqu'à nous depuis les XVe et XVIe siècles pendant lesquels cette technique a surtout été utilisée. La rareté des peintures de ce type (probablement due à leur fragilité) et le peu de mentions qui en sont faites dans la littérature ne signifient pas qu'elles étaient peu courantes à l'époque. Certains parmi les plus grands peintres ont eu recours à cette technique : ainsi les deux célèbres toiles signées de Bruegel à la Galerie nationale de Naples La Parabole des Aveugles et le Misanthrope (emportés en Italie, ils furent probablement sauvés des moisissures), le Dresdener Altar d'Albrecht Dürer et les têtes d'Apôtres du même artiste à la Galerie des Offices, ainsi que plusieurs œuvres de primitifs flamands, telles la Mise au tombeau de Thierry Bouts à la National Gallery de Londres, la Déploration de Hugo Van der Goes de la Galerie Wildenstein à New York, La Vierge à l'Enfant du même artiste au Musée Malaspina de Pavie, L'Adoration des Mages de Juste de Gand au Metropolitan Museum de New York.
Ces détrempes ont en commun un aspect clair et mat, provenant notamment de la faible teneur en liant de la matière picturale. Le pouvoir d'absorption de la toile, sa couleur et l'absence de préparation blanche excluent les effets de transparence caractéristiques de la peinture flamande sur panneau préparé. La toile est ici souvent employée comme ton de base ou demi-ton.
Mise à part cette différence essentielle, tout le registre des moyens picturaux est possible : les tons plats couvrants, les modelés fondus ou hachurés, les traits de pinceau précis, les empâtements.

## Galerie

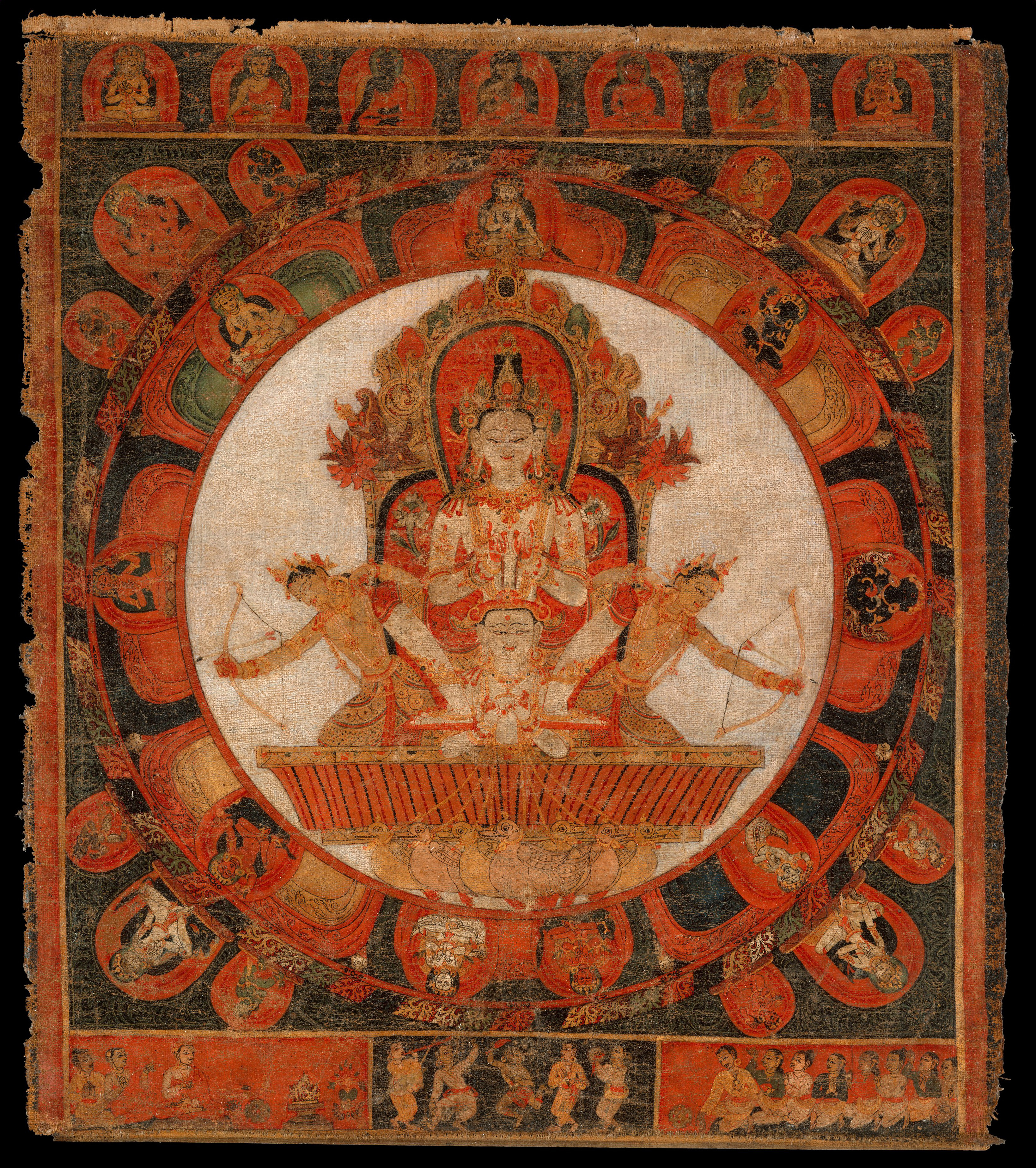
Mandala de Chandra, dieu de la lune, Népal. Détrempe sur tissu. Fin du XIVe siècle ou début du XVe siècle